# Adempiere
ADempiere（アデンピエレ）は、ERP、CRM、SCMの機能を提供するオープンソースソフトウェア、およびその開発・サポートを行うコミュニティの名称である。
ADempiereプロジェクトは、長期間にわたってCompiere社とCompiere開発コミュニティとの間で意見の相違があった後、2006年9月にCompiereから分岐して発足した。当時のCompiereコミュニティメンバーは、Compiere社がプロジェクトのコミュニティとしての性質よりも、オープンソースとしての性質を重視し過ぎているとして、熱心な議論の後、Compiereから離れADempiereを生み出すことを決めた。
ADempiereは、'実行する'という意味のイタリア語で、'完成させる、到達する、義務を実行する'などの意味も含む。

## プロジェクトの構成
ADempiereはコミュニティを基礎としたプロジェクトであるため、すべての人は発言する権利を与えられる。しかし、30以上の国、6つの大陸にまたがったプロジェクトは、実際の目的のためにコントリビューターで構成する評議会よって統治される。
リーダーは、全体のプロジェクトマネージャーとして、この評議会から任命される。ADempiere評議会の役割は、
- リーダーの決定をサポートする
- コントリビューション(新機能、バグ修正)の受け入れ
- ロードマップの定義
- 仕様の評価および承認
- 新機能に関する投票
- ソフトウェアの中核機能に対する修正の承認

である。

## このプロジェクトの目的
ADempiereプロジェクトの目的は、コミュニティによって開発、サポートされるオープンソース・ビジネスソリューションの構築である。ADempiereコミュニティは、この目的を達成する最善の方法は、エリック・レイモンドの有名な著作『伽藍とバザール』で言及されたバザール方式による実装だと考えている。実際、ADempiereは数週間でsourceforge.netのランキングにおいて5位以内に入った。このことは、Raymondによって表現されたBazaarの力を確認できるものだと考えられる。
この合意事項により、ADempiereコミュニティは、同様のビジネスソリューションを開発してるオープンソースプロジェクトと区別することが可能である。これらの理想は、プロジェクト憲章で記述されている。

## ADempiereの機能
以下の業務領域はADempiereで実装されている。
- Enterprise Resource Planning (ERP) 統合業務管理
- Supply Chain Management (SCM) 企業間供給管理
- Customer Relationship Management (CRM) 顧客情報管理
- Financial Performance Analysis 財務成績分析
- Integrated Point of sale (POS) solution 販売時点情報管理
- Integrated Web Store ウェブ店舗

## ADempiereの構造
ADempiereは柔軟なデータ格納構造をCompiereプロジェクトから引き継いだ。この構造により、データの構成、表示内容、表示方法、入力値検証ルールなどの変更と拡張を簡単に行うことが出来る。WfMC (Workflow Management Coalition) と Object Management Group (OMG) を基礎としたワークフロー処理はビジネスプロセス管理を提供するために利用される。このような特徴は、業務上の要求が発展するにしたがってシステムを迅速に改造することを可能にした。

## ADempiereで利用している技術
ADempiereはJakarta EEを使って開発されている。JBossアプリケーションサーバを利用することが出来る。現状では、サポートされるデータベースはOracleとPostgreSQLに制限されるが、データベースの独立性は、プロジェクトの主な目標である。